# Asperula rigidula
Asperula rigidula är en måreväxtart som beskrevs av Eugen von Halácsy. Asperula rigidula ingår i släktet färgmåror, och familjen måreväxter. Inga underarter finns listade i Catalogue of Life.